# Arco vulcânico da América Central

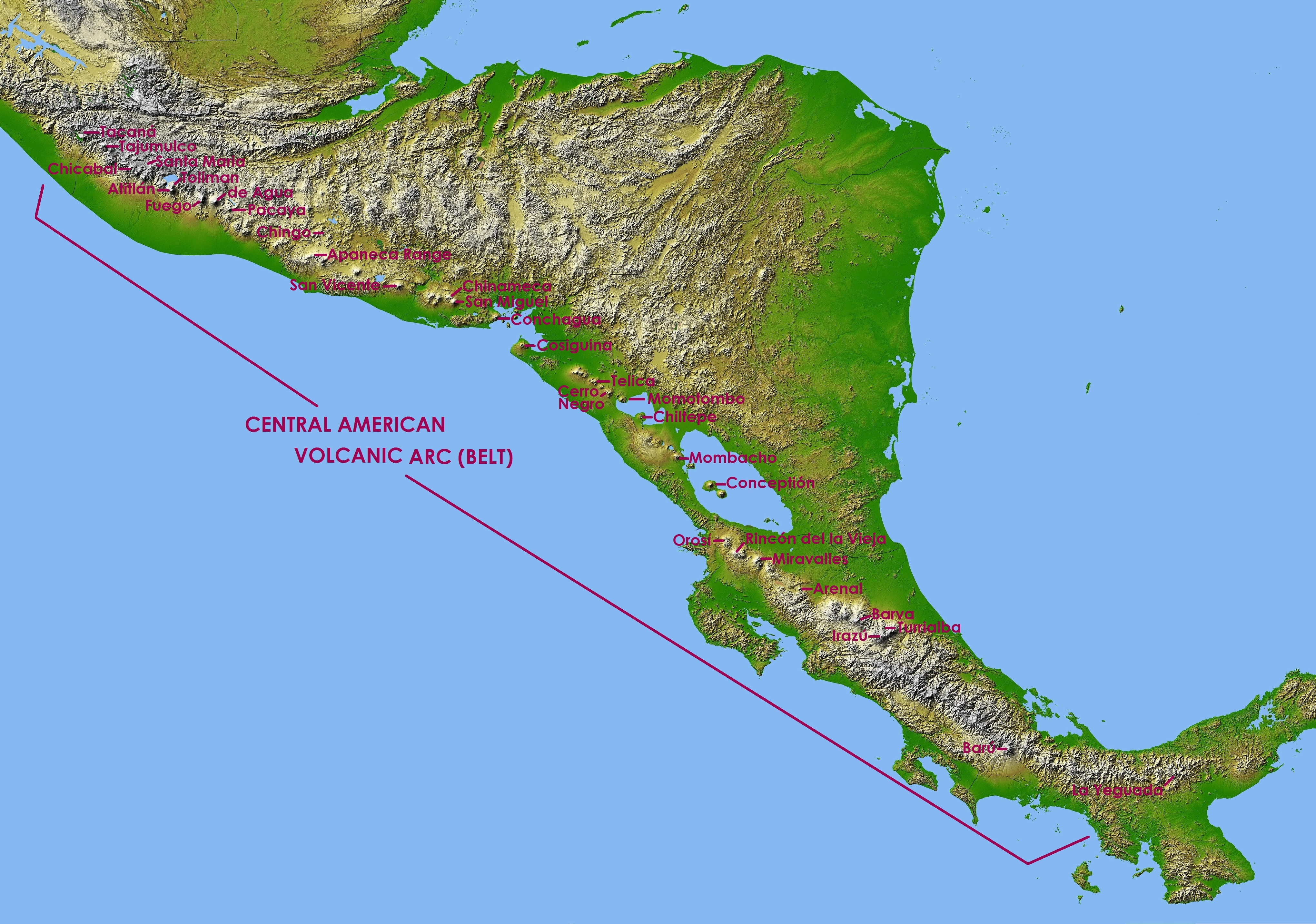
Mapa do arco vulcânico centro-americano, com legendas que mostram a localização de vários vulcões - na fronteira México/Guatemala: Tacaná; na Guatemala: Tajumulco, Santa Maria, Chicabal, Tolimán, Atitlán, Volcán de Fuego, Volcán de Agua, Pacaya, Chingo; em El Salvador: Apaneca Range, Chinchontepec ou San Vicente, Chaparrastique ou San Miguel, Chinameca e Conchagua; na Nicarágua: Cosiguina, Telica, Cerro Negro, Momotombo, Chiltepe, Mombacho e Concepción; na Costa Rica: Orosí, Rincón de la Vieja, Miravalles, Arenal, Barva, Turrialba e Irazú; no Panamá: Barú e La Yeguada.

O Arco vulcânico da América Central ou Arco vulcânico centro-americano (freqüentemente abreviado como CAVA) é uma cadeia de vulcões que se estende paralelamente à linha da costa do Istmo centro-americano, da Guatemala, El Salvador, Honduras, Nicarágua, Costa Rica, e até ao norte do Panamá. Este arco vulcânico, que tem um comprimento de 1 500 quilômetros (930 mi), é formado por uma zona de subducção ativa ao longo do limite ocidental da Placa do Caribe.
O Arco Vulcânico Centro-Americano inclui centenas de formações vulcânicas, que vão desde os principais estratovulcões, à domo de lava e ao cone de cinza. Alguns destes produziram grandes erupções explosivas, como o colossal VEI 6 erupção do vulcão Santa Maria em 1902.
Os maiores vulcões da América Central são encontrados na Guatemala e Tajumulco e Volcán Tacaná, ambos acima de 4.000 metros.
Vários vulcões na América Central estão atualmente ativos, incluindo Arenal, Turrialba, Irazú, Poás em Costa Rica; Cerro Negro, San Cristóbal, Concepción na Nicaragua; Chaparrastique ou San Miguel, Ilamatepec ou Santa Ana, Izalco em El Salvador; Santa Maria/Santiaguito, Pacaya, Fuego na Guatemala.

Representação gráfica de uma zona de subdução
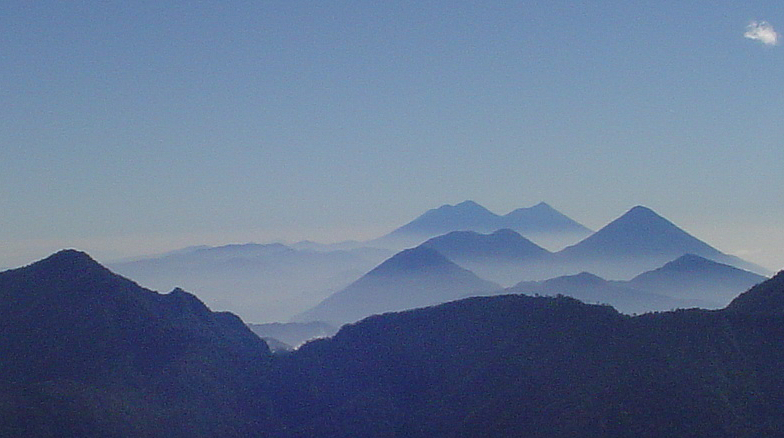
Frente vulcânica da Sierra Madre